# Ньюбері (Массачусетс)
Ньюбері (англ. Newbury) — місто (англ. town) в США, в окрузі Ессекс штату Массачусетс. Населення — 6716 осіб (2020).

## Демографія
Згідно з переписом 2010 року, у місті мешкало 6666 осіб у 2594 домогосподарствах у складі 1840 родин. Було 2936 помешкань
Расовий склад населення:
| - 97,9 % — білих - 0,7 % — азіатів - 0,3 % — чорних або афроамериканців - 0,2 % — корінних американців |

До двох чи більше рас належало 0,9 %. Частка іспаномовних становила 1,0 % від усіх жителів.
За віковим діапазоном населення розподілялося таким чином: 22,6 % — особи молодші 18 років, 63,5 % — особи у віці 18—64 років, 13,9 % — особи у віці 65 років та старші. Медіана віку мешканця становила 46,4 року. На 100 осіб жіночої статі у місті припадало 95,2 чоловіків;  на 100 жінок у віці від 18 років та старших — 93,7 чоловіків також старших 18 років.
Середній дохід на одне домашнє господарство  становив 115 170 доларів США (медіана — 89 433), а середній дохід на одну сім'ю — 133 250 доларів (медіана — 101 045). Медіана доходів становила 74 531 долар для чоловіків та 63 201 долар для жінок. За межею бідності перебувало 4,2 % осіб, у тому числі 1,1 % дітей у віці до 18 років та 8,7 % осіб у віці 65 років та старших.
Цивільне працевлаштоване населення становило 3753 особи. Основні галузі зайнятості: освіта, охорона здоров'я та соціальна допомога — 25,2 %, фінанси, страхування та нерухомість — 12,8 %, будівництво — 10,8 %, роздрібна торгівля — 10,2 %.